# 松本功 (実業家)
松本 功（まつもと いさお、1961年1月25日 - ）は、日本の実業家。ローム代表取締役社長。

## 経歴
福岡市出身。九州工業大学工学部金属加工学科卒。1985年ローム株式会社に入社。同社浜松LSI生産本部長、取締役LSI生産本部長などを経て、2019年9月から取締役常務執行役員。2020年、代表取締役社長就任。同社代表取締役社長としては4代目であり、初の国立大学出身者となった。